# Джовани да Верацано
Вижте пояснителната страница за други личности с името Джовани.
Джовани да Верацано (на италиански: Giovanni da Verrazzano) е италиански пътешественик изследовател на Северна Америка на служба на Френската корона. Той е известен като първия европеец след норвежката колонизация на Америка около 1000 г., който през 1524 г. изследва атлантическия бряг на Северна Америка между Северна Каролина и Нюфаундленд, включително пристанището на Ню Йорк и залива Нарагансет.

## Произход и първи плавания (1485 – 1523)
Роден е през 1485 година в дома на предците си в Греве ин Кианти, южно от Флоренция, Италия. След 1506 се заселва в Диеп, Франция, където започва кариерата си като мореплавател под името Жан Веразан. Вероятно през 1508, в компанията на капитан Тома Обер, той се отправя към американския бряг на кораб, наречен La Pensée, оборудван от корабовладелеца Жан Анго. Изследва региона на Нюфаундленд от устието на река Сейнт Лорънс в Канада и прави многобройни плавания в Източното Средиземноморие.
През 1522 Верацано успява да плени испанския кораб, превозващ изпратените от Ернан Кортес съкровища на Монтесума (върховния вожд на ацтеките) като подарък за испанския крал Карлос I. Съкровищата Верацано тържествено връчва на френския крал Франсоа I, като по този начин получава неговата подкрепа и през 1523 г. е назначен от краля начело на флотилия от четири кораба, за да изследва областта между Флорида и Нюфаундленд, в търсенето на морски път през все още частично изследваната Америка до Тихия океан.

## Изследователска дейност (1523 – 1528)

### Първа експедиция (1523 – 1524)
С кораба La Dauphine и с щурман Антоан де Конфланс, експедицията отплава от Франция през есента на 1523, но силна буря принуждава флотилията да се укрие в един от заливите на п-ов Бретан. Какво се случва с останалите три кораба не е известно. В средата на януари 1524, вече само с един кораб, с екипаж от петдесет души и припаси за осем месеца, Верацано отплава на запад. На 1 март 1524 г. доближава източното крайбрежие на Северна Америка в района на нос Фиър. След кратък престой изследва брега на север, достигайки съвременна Северна Каролина и лагуната Памлико Саунд. В писмо до Франсоа I той пише, че е убеден, че лагуната е началото на Тихия океан, откъдето може да се намери път за Китай. Този доклад причинява една от многото грешки в описанието на Северна Америка в тогавашните карти.
В залива на Ню Йорк Верацано среща индианци ленапи и наблюдава (според него) голямо езеро, което всъщност е устието на река Хъдсън. След това минава покрай Лонг Айлънд и влиза в залива Нарагансет, където приема делегация от уампаноаги. Остава там две седмици, след което отплава на север, следвайки брега до Мейн, югоизточна Нова Скотия и Нюфаундленд, след което към 8 юли 1524 г. се връща във Франция. Верацано нарича областта, която изследва, Франческа в чест на френския крал, но на съставената от брат му Джироламо да Верацано карта тя фигурира под името Nova Gallia.

### Втора експедиция (1527)
През 1527 г., с финансовата подкрепа на Жан Анго и Филип де Шабо, Верацано организира втора експедиция от четири кораба, която отплава от Диеп през пролетта. Един от корабите се отделя от другите при буря близо до островите Кабо Верде, но с два от тях Верацано достига брега на Бразилия и ги натоварва с бразилско дърво, след което през септември се връща в Диеп. Третият кораб също с товар от дървото се връща по-късно.

### Трета експедиция и смърт (1528)
За смъртта на Верацано съществуват две версии. Според първата от тях, през пролетта на 1528 г. той се отправя на третото си плаване от Диеп, като изследва Флорида, Бахамските острови и Малките Антили. Вероятно на остров Гваделупа слиза на брега, където е убит и изяден от местните жители. Флотата от два или три кораба е закотвена отвъд обсега на оръдията и никой не успява да откликне навреме. Според втората – Верацано е екзекутиран за пиратство в Пуерто дел Пико, Испания.

## Памет
Част от кръстените на Верацано обекти:
- Мост „Верацано Нароуз“, който свързва части от залива на Ню Йорк;
- кораб на италианския флот;
- миноносец от клас Navigatori.